# Lost Souls - La profezia
Lost Souls - La profezia (Lost Souls) è un film del 2000 diretto da Janusz Kaminski (premio Oscar per la fotografia per Schindler's List).

## Trama
Maya è stata posseduta dal demonio e ora ne paga le conseguenze psicologiche. Ma il demonio torna e decide di entrare in un ateo razionalista, lo scrittore newyorkese Peter. Questi comincia a credere nell'esistenza del Diavolo e cerca di farsi aiutare proprio da Maya.